# Don Sherwood
Donald L. Sherwood, detto Don (Nicholson, 5 marzo 1941), è un politico statunitense, membro della Camera dei Rappresentanti per lo stato della Pennsylvania dal 1999 al 2007.

## Biografia
Nato a Nicholson, comune della Pennsylvania, Sherwood frequentò il Dartmouth College e successivamente lavorò come imprenditore.
Entrato in politica con il Partito Repubblicano, per ventitré anni fu membro del consiglio scolastico di Tunkhannock.
Nel 1998 si candidò alla Camera dei Rappresentanti per il seggio lasciato dal compagno di partito Joseph McDade e riuscì ad essere eletto. Fu riconfermato per altri tre mandati, finché nel 2006 fu sconfitto dall'avversario democratico Chris Carney e lasciò il Congresso dopo otto anni di permanenza.